# Култура особа са инвалидитетом
Култура особа са инвалидитетом је концепт развијен касних 1980-их, представља разлике у начину живота које су узроковане или промовисане инвалидношћу. Обухвата уметничке покрете, коалиције, поезију, плес, перформансе, скулптуре и друго. Стивен Браун је у академској студији написао: „Постојање културе особа са инвалидитетом је релативно нова и спорна идеја. Није изненађујуће, можда, за групу која је дуго описивана терминима као што су „неважећи”, „оштећени”, „ограничени”, „осакаћени” и тако даље. Научницима је тешко да их повежу са појмовима наде, симпатије или способностима”. Култура глувих има старију историју која је описана 1965. године и може се повезати са културом особа са инвалидитетом због тога што већина људи на глувоћу гледа као на инвалидност. Култура особа са инвалидитетом се не може дефинисати једним специфичним описом или језиком већ представља сложену мешавину уметности, перформанса, изражавања и заједнице. Унутар ове културе реч „инвалидитет” је намењена да представља друштвени идентитет оснаживања и свести. Као и многи покрети за грађанска права у прошлости, култура особа са инвалидитетом доводи у питање друштвене норме и настоји да се супротстави опресивним начинима као што су медикализација и институционализација. Њене основне вредности као културе се огледају у уметности, разговору, циљевима и понашању, често укључују прихватање људских разлика, људске рањивости и међузависности, толеранцију према недостатку решавања непредвидивог у животу и смех и хумор упркос ситуацији без обзира колико је она страшна. Култура особа са инвалидитетом је путања, покрет, пут, а не одредиште. Према Петру Куперсу она представља „разлику између бити сам, изолован и индивидуализован са физичком, когнитивном, емоционалном или сензорном разликом која у друштву изазива дискриминацију и појачава изолованост, разлика између свега тога и бивања у заједници. Именовање себе делом веће групе, друштвеног покрета или позиције субјекта у модерности може помоћи да се разуме да се солидарност може пронаћи”. Џим Ферис културу особа са инвалидитетом дефинише као „вредновање међузависности у односу на илузију независности, привилегованости у односу на једнообразну перспективу, валидност и вредност широког спектра начина кретања кроз свет и различите перспективе које та различита искуства стварају”.